# Paul Hogan
Paul Hogan, född 8 oktober 1939 i Sydney, New South Wales, är en australisk skådespelare, producent och manusförfattare, framförallt känd för rollen som den tystlåtne men företagsamme Crocodile Dundee.
Paul Hogan slog igenom internationellt med Crocodile Dundee-filmerna på 1980-talet. Han var mellan 1990 och 2014 gift med sin motspelerska i dessa filmer, Linda Kozlowski.

## Filmografi i urval
- 1973-1984 - The Paul Hogan Show
- 1986 - Crocodile Dundee – en storviltjägare i New York
- 1988 - Crocodile Dundee II
- 1990 - Almost An Angel
- 1994 - Lightning Jack
- 1996 - Flipper
- 2001 - Crocodile Dundee i Los Angeles
- 2004 - Strange Bedfellows
- 2009 - Charlie & Boots (TBR september)